# 洛姆瓦

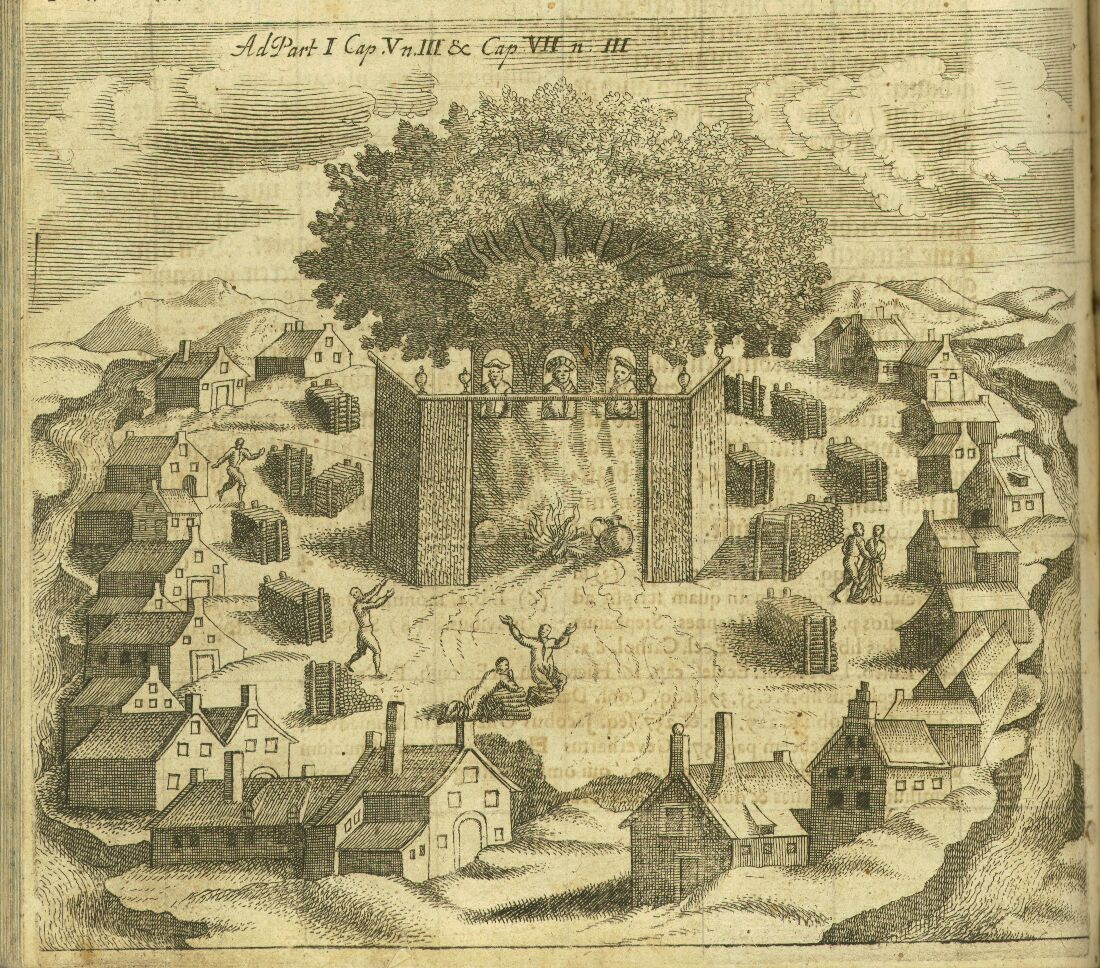
普鲁士的洛姆瓦神庙。该图绘在16世纪后期西蒙·格拉瑙的说明中。

洛姆瓦（Romuva或Romowe）（在西蒙·格拉瑙的著作中称为Rickoyoto）为在桑比亚半岛西部的，普鲁士波罗的海本土宗教之一的做礼拜的地方（一座神庙或一个宗教场所）。在同一时期的文献中，只在1326年的彼得·冯·杜斯堡的文献中提及此事。根据他的描述，波罗的海本土宗教首席牧师，或“异教教皇”克列维（Kriwe）居住在洛姆瓦，并掌管全波罗的海地区的宗教事务。即使人们对是否存在这个场所存在疑虑，立陶宛新本土宗教运动洛姆瓦教会依然将其作为教会的名字。

## 历史说明
根据彼得·冯·杜斯堡的说法，洛姆瓦(Romuva)的名称来自于罗马（Rome）。他进一步说明克列维是一位受到普鲁士人，立陶宛人和利沃尼亚的波罗的人敬仰的，有权势的牧师。他的信使以一只棒子或其他标志为记。他守护圣火，并考虑死去的信徒的命运。他获得由宗教战士取得的三分之一的战利品。这个早期的说明在16世纪被西蒙·格拉瑙进一步增强影响力。他描述永恒的圣火，一棵作为偶像的永恒的绿橡树，为波羅的海本土宗教“三位一体”的象征：帕齐姆帕斯（春神），佩尔库纳斯（雷神）和帕图拉斯（阴间神）。这个地方被牧师和修女守护。这个概述基于这个说明，并在浪漫历史学者之中非常有声望。格拉瑙也将这个地方的名称改为“Rickoyoto”（来自于普鲁士语rikijs——统治者和-ote——地名后缀）并创造了专门用语克列维（Kriwe）（Lithuanian: krivių krivaitis）。
然而，并没有其它文献支持这些说明。作者的意见为波罗的海本土宗教有等级制度和并不被认为属实的内部机构。如果克列维是这样有权势的人，他一定会在一些政治说明中被提到。这个假定的场所从来没有被人发现，例如控制全部纳德鲁维亚的条顿骑士团，或者是现代的考古人员。一些细节描述与其它文献有类似之处。例如，基督堡条约禁止持有Tulissones vel Ligaschones的昄依基督教的普鲁士人在葬礼上看到死者灵魂的飘移。条顿骑士团的另一个文件谈到布鲁特基尔获得萨莫吉希亚人赢得的战利品的三分之一，以祭神。这因位于现在的维尔纽斯主教座堂的重要的波羅的海本土宗教神庙而知名。

## 说明
由于“异教教皇”的概念在浪漫爱国主义时代时变得非常流行，而事实上对于神庙的了解很少，所以关于此的诠释大量存在。S. C. 罗维尔的意见为彼得·冯·杜斯堡创造了这个地方，让波罗的宗教显得很像“反宗教改革”。洛姆瓦和基督教教堂有很多相同之处：一个以罗马为名的地方，一个称为教皇的人与他的信使和修女住在一起。它可能为以下意图提供支持：去证明异教徒有如此的组织性，有他们自己的教皇并以构成严重威胁的人的身份出现，以羞辱基督徒，让他们尊重他们自己的教皇，或者让波罗的海本土宗教社会更容易让基督徒理解。
洛姆瓦也许作为宗教场所，也是通常位于波罗的人居住区之中的阿尔卡。彼得·冯·杜斯堡也许夸大了它的重要性。克列维和半传奇的波罗的海本土宗教牧师和大公格迪米纳斯的顾问利兹德卡试图被联系在一起。现代波兰历史学家马赛里·科斯曼称利兹德卡为末代克列维。弗拉基米尔·托波洛夫主张维尔纽斯的歪城堡(castrum curvum)实际上是克列维的城堡。
这个宗教场所的名字(Romuva)也许源自于波罗的语族词根ram-/rām-，意为平静的，宁静的，安静的，而这些词根来自于原始印欧语*(e)remǝ-.克列维（Kriwe）源自于kreivas（弯曲的）。这个词被相信来自于弯曲的棒子（也称为立陶宛语：krivulė或波兰语：krzywula），这根据彼得·冯·杜斯堡的权力是最重要的象征。